# Josh Gowling
Joshua Anthony Isaac Gowling (Coventry, 29 novembre 1983) è un allenatore di calcio ed ex calciatore inglese, di ruolo difensore.

## Carriera

### Giocatore
Ha giocato 30 partite nella prima divisione danese con la maglia dell'Herfølge.

### Allenatore
Dal 2020 al 2023 ha allenato l'Hereford.

## Palmarès

### Giocatore

#### Competizioni regionali
- Worcestershire Senior Cup: 1

Kidderminster Harriers: 2014-2015